# Фабер, Гастон
Гасто́н Фа́бер Шевалье́ (исп. Gastón Faber Chevalier; род. 21 апреля 1996, Монтевидео) — уругвайский футболист, полузащитник.

## Клубная карьера
Фабер — воспитанник клуба «Данубио». 23 февраля 2014 года в матче против «Насьоналя» он дебютировал в уругвайской Примере. 26 апреля в поединке против столичного «Ривер Плейта» Гастон забил свой первый гол за «Данубио». В своём первом сезоне Фабер помог клубу выиграть чемпионат. В начале 2016 года Гастон на правах аренды перешёл в столичный «Расинг», но так и не дебютировал за клуб. В начале 2017 года он был отдан в аренду в итальянскую «Фоджу». 7 мая в матче против «Козенцы» он дебютировал за новый клуб. По итогам сезона Гастон помог «Фодже» выйти в Серию B. Летом того же года Фабер вернулся в «Данубио».
В начале 2018 года Фабер на правах свободного агента перешёл в «Бостон Ривер». 31 марта в матче против «Рампла Хуниорс» он дебютировал за новую команду.

## Международная карьера
В 2013 году Фабер в составе юношеской сборной Уругвая принял участие в юношеском чемпионате Южной Америки в Аргентине. На турнире он сыграл в матчах против Перу, Чили, Аргентины, Парагвая, Венесуэлы и дважды Бразилии. В том же году Гастон принял участие в юношеском чемпионате мира в ОАЭ. На турнире он сыграл в матчах против команд Словакии, Нигерии, Новой Зеландии, Кот-д’Ивуара и Италии.
В конце декабря 2012 года Гильермо был включен в заявку сборной Уругвая на участие в молодёжном чемпионате Южной Америки. На турнире он сыграл в матчах против Перу, Венесуэлы, Колумбии, Чили, Парагвая и дважды Эквадора.
В начале 2015 года Фабер в составе молодёжной сборной Уругвая принял участие в домашнем молодёжном чемпионате Южной Америки. На турнире он сыграл в матчах против команд Чили, Венесуэлы и Бразилии. В поединке против чилийцев Гастон забил гол и помог молодёжной национальной команде завоевать бронзовые медали.
В 2015 году Фабер стал победителем Панамериканских игр в Канаде. На турнире он сыграл в матчах против Парагвая, Бразилии и Мексики.

## Достижения
«Данубио»
- Чемпион Уругвая по футболу — 2013/14

Уругвай (до 20)
- Бронзовый призёр молодёжного чемпионата Южной Америки — 2015

Уругвай (до 22)
- Чемпион Панамериканских игр — 2015